# یواس‌اس بنتون (۱۸۶۱)
یواس‌اس بنتون (۱۸۶۱) (به انگلیسی: USS Benton (1861)) یک کشتی بود که طول آن ۲۰۲ فوت (۶۲ متر) بود. این کشتی در سال ۱۸۶۱ ساخته شد.